# Bettina Uhlig
Bettina Uhlig (* 7. Januar 1969 in Marienberg) ist eine deutsche Kunstpädagogin und Professorin am Institut für Bildende Kunst und Kunstwissenschaft an der Universität Hildesheim.
Uhlig studierte am Institut für Lehrerbildung auf Lehramt und sodann zur Diplomlehrerin für Kunsterziehung an der Universität Leipzig. Sie war wissenschaftliche Mitarbeiterin an der Technischen Universität Chemnitz-Zwickau. 1998 bis 2003 war sie wissenschaftliche Mitarbeiterin an der Heilpädagogischen Fakultät der Universität zu Köln. 2003 promovierte sie zum Thema Kunstrezeption in der Grundschule an der Universität Leipzig. Ab 2003 war sie Professorin für Kunst und Kunstdidaktik an der Pädagogischen Hochschule Ludwigsburg.

## Werke
- Kunstrezeption in der Grundschule: Zu einer grundschulspezifischen Rezeptionsmethodik. Kopäd, München 2005, ISBN 3-938028-63-7.